# Ostya (vallás)

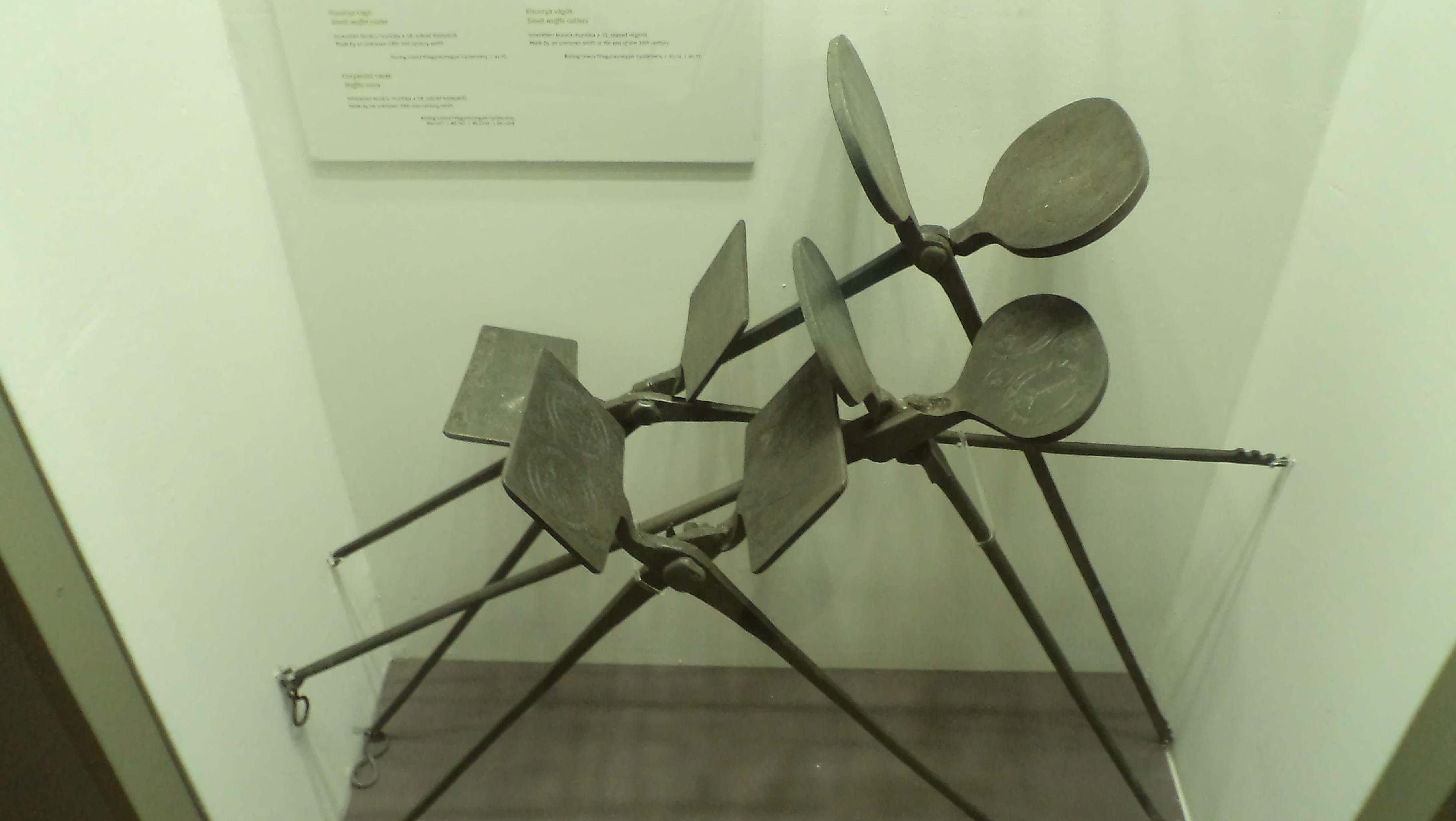
Ostyaprés a veszprémi Szaléziánumban

Az ostya (konszekrálás után: szentostya; neve az engesztelő áldozat jelentésű latin hostia szóból származik) a katolikus egyház gyakorlatában az a búzalisztből készített kovásztalan, lapos, kerek kenyér, amit a misében az átváltoztatáshoz használnak. A katolikus tanítás szerint a konszekrált ostya Krisztus valóságos testévé változott át. Régente nagyobb, ujjnyi vastagságú bevágásokkal ellátva használták, hogy könnyebben törhető legyen. Jelenlegi alakját a 12. században alapították meg. A megszentelt ostyát a pap a misében veszi magához, a hívek áldozása előtt. Megőrzésére, a misén kívül való használatra szolgál a szentségtartó (cibórium), a szentségmutató (monstrancia) és a szentségház (tabernaculum).